# Frances Partridge
Frances Catherine Marshall, meglio nota come Frances Partridge (Londra, 15 marzo 1900 – Londra, 5 febbraio 2004), è stata una scrittrice inglese che fu un membro del Bloomsbury Group.

## Biografia
Nacque nel 1900 a Londra, figlia dell'architetto ed ex-tennista William Marshall e della suffragetta Margaret Lloyd. Nel 1933 si sposò con lo scrittore  Ralph Partridge; insieme avevano comunque avuto un figlio, Burgo, otto anni prima. Entrò a far parte del Bloomsbury Group, e fra i suoi libri più conosciuti ci sono due dei sei volumi dei diari del gruppo, Everything to Lose e Friends in Focus.
Morì a 103 anni a Londra nel 2004.

## Influenza culturale
Ai suoi trascorsi nel Bloomsbury Group è in parte ispirato il film Carrington del 1995.